# 胡安·魯爾福
胡安·内波穆塞诺·卡洛斯·佩雷斯·鲁尔福·比斯凯诺（西班牙語：Juan Nepomuceno Carlos Pérez-Rulfo Vizcaíno；1917年5月16日—1986年1月7日），通称胡安·魯爾福（西班牙語：Juan Rulfo，發音：[ˈxwan ˈrulfo] ⓘ；台灣又譯璜·魯佛），墨西哥作家和攝影家。胡安·魯爾福是拉丁美洲重要作家，魔幻現實主義的先導，影響了加西亞·馬爾克斯在內的許許多多作家，作品翻譯成多種語言，擁有世界性的聲望和影響力。
1994年諾貝爾文學獎獲得者大江健三郎這樣評價他的作品：「我認為最出色的作品是墨西哥的題為《彼得羅·巴拉莫》的小說。在我的印象裏，該作品說的好像是死去的人和活著的人呼吸著同一空氣並在一起生活，我覺得這部小說非常棒！」「那確實是一部出色的小說。」「那位作家可是理應位於拉美文學中心的人物啊」。
大江健三郎是「曾幸運邂逅胡安·魯爾福的日本人」，得到了胡安·魯爾福簽名的書。
加西亞·馬爾克斯寫到：「對於胡安·魯爾福作品的深入了解，終於使我找到了為繼續寫我的書而需要尋找的道路」「他的作品不超過300頁，但是它幾乎和我們所知道的索福克勒斯的作品一樣浩瀚，我相信也會一樣經久不衰。」（南京大學莫婭妮譯，收在《佩德羅·巴拉莫》2007年南京新版）
胡安·魯爾福作品的日本語譯者是杉山晃。
2012年5月16日，Google在墨西哥版首頁以首頁塗鴉紀念璜·魯佛95歲冥誕。

## 小說
- 《夜晚的一刻》（Un pedazo de noche，取自其1938年開始但未完成的小說《令人憂傷的兒子》，1959年發表）
- 《生活本身並不嚴肅》（La vida no es muy seria en sus cosas，1942年作，1945年發表，短篇小說）
- 《燃烧的原野》（El llano en llamas，台灣譯《燃燒的平原》，1953年，短篇小說集）
- 《佩德羅·巴拉莫》（Pedro Páramo，台灣譯《佩德羅·巴拉摩》，1955年，中篇小說）

## 劇本
- 《金雞》（El gallo de oro，1956-1958年作，1980年發表，電影於1964年由羅伯特·加瓦爾冬導演及與加西亞·馬爾克斯、卡洛斯·富恩特斯編劇）
- 《劫後餘生》（1976年發表的片斷，電影於1960年由安東尼奧·萊依諾索導演）
- 《秘密公式》（1976年發表的片斷，電影於1965年由費爾南多·費爾南·戈麥斯導演）

## 獎項
- 墨西哥撒維爾·維堯路地亞獎（Premio Xavier Villaurrutia，1956年，他以長篇小說《佩德羅·巴拉莫》成為第1位得主，第2位得主是1990年諾貝爾文學獎獲得者奧克塔維奧·帕斯）
- 墨西哥國家文學獎（Premio Nacional de Literatura，1970年）
- 墨西哥語言文學院院士（miembro de la Academia Mexicana de la Lengua，1974年）
- 西班牙阿斯圖里亞斯王子獎（Premio Príncipe de Asturias de España，1983年）

## 漢譯
- 中國南京大學教師屠孟超翻譯了胡安·魯爾福全部的小說，趙振江翻譯了電影劇本，合成《胡安·魯爾福全集》，再版多次，影響很大。
- 台灣由陳映真主編，張淑英編選、翻譯了題名叫做《魯佛》的選集，收了《佩德羅·巴拉摩》和《叫他們不要殺我》、《因為我們很窮》等篇。

### 書籍
- 大江健三郎口述，尾崎真理子文字整理，許金龍譯，《大江健三郎口述自傳》，新世界出版社，2008年，北京。
- 吳宗益，〈《佩德羅．巴拉摩》的「孤寂」探討〉，靜宜大學西班牙語文學研究所碩士論文，2005年，台中。

### 腳註
1. ↑  .   [2018-05-15]. （原始内容存档于2021-02-10）.

## 外部連結
- 《烈火中的平原》西班牙語原文電子書 （页面存档备份，存于）
- 《佩德羅·巴拉莫》西班牙語原文電子書